# Marokkanen in Nederland
Marokkaanse Nederlanders zijn qua omvang, na de gemeenschap van Nederlanders zonder een migratieachtergrond en de Turks-Nederlandse gemeenschap, de grootste gemeenschap van Nederland. Volgens het CBS wonen er in 2022 in Nederland ongeveer 420.000 Marokkanen, waarvan ongeveer 60% in Nederland geboren is.
Het grootste deel van de Marokkaanse Nederlanders komt uit de Rif en spreekt van huis uit Riffijns. Zij beschouwen zichzelf naast Marokkaans ook Berbers. Het andere deel van de Marokkaanse Nederlanders is ook Berbers – de Berbers zijn immers de oorspronkelijke bewoners van Marokko – maar het is net als de meeste Marokkanen die nu in Marokko leven ooit gearabiseerd, en het spreekt van huis uit daarom alleen Marokkaans-Arabisch. Dit deel beschouwt zichzelf niet (langer) Berbers. De in Nederland geboren generatie spreekt vooral Nederlands en spreekt minder goed Riffijns en Marokkaans-Arabisch.

## Geschiedenis

### Relatie met zeerovers en handelaren
De eerste contacten tussen Nederlanders en Marokkanen stammen uit de 16e eeuw. Nederlandse handelsschepen werden toen langs de Atlantische kust en in het westelijke deel van de Middellandse Zee regelmatig overvallen door kapers uit Barbarije. Vaak namen deze zeerovers de bemanning gevangen; zo kwamen veel Nederlanders op de slavenmarkten van de steden in Noord-Afrika terecht. Het leven als vrijbuiter trok echter ook veel Nederlanders aan. Enkele tientallen van hen werden kapitein van een piratenschip en bekeerden zich tot het islamitische geloof. Sommigen van hen vielen geen Nederlandse schepen aan, en enkelen kochten zelfs Nederlandse slaven vrij in de hoop in de gratie te blijven bij de Nederlandse staat.
Tijdens de Tachtigjarige Oorlog sloten de Nederlanden een verbond met de Barbarijse zeerovers in de strijd tegen Spanje. In 1608 had de sultan van Marokko hiervoor de Joods-Marokkaanse handelaar en kaper Samuel Pallache naar Den Haag gestuurd. Het verdrag werd in 1610 getekend. Daarna deden kapersschepen incidenteel de Nederlandse havens aan.

### Moderne geschiedenis
De eerste generatie Marokkanen is in de jaren zestig en zeventig van de 20ste eeuw als gastarbeider en als gevolg van de daaropvolgende gezinshereniging naar Nederland gekomen. De werving van Marokkaanse gastarbeiders werd beëindigd in 1973. Op dat moment waren er ongeveer 22.000 Marokkanen in Nederland. Ondanks het feit dat er niet meer geworven werd en het de bedoeling was dat de gastarbeiders terugkeerden naar het land van herkomst, nam het aantal migranten alleen maar toe. In 1980 telde Nederland 72.000 Marokkanen, in 1990 168.000 en in 2008 335.127. Van gastarbeiders was toen al lang geen sprake meer.
Van de 335.127 Marokkanen in Nederland is dus ongeveer 6,6% ooit als gastarbeider het land binnengekomen. In de jaren negentig van de 20ste eeuw was de gezinshereniging nagenoeg voltooid. Marokkanen die daarna het land binnenkwamen, kwamen meestal als huwelijksmigrant. De verdubbeling van het aantal Marokkanen tussen 1990 en 2008 komt echter niet alleen door huwelijksmigratie, maar ook door het hoge geboortecijfer. Ongeveer 47% van de Marokkanen die in 2008 in Nederland woonden, is in Nederland geboren.

## Taal
Hoewel een aanzienlijk deel van de eerste generatie Marokkanen in Nederland thuis een Berbertaal sprak (voornamelijk het Rifberber (Riffijns), of 'Tarifit'), is er vanuit deze gemeenschap nooit onderwijs in deze talen opgezet. In Marokko was tot voor kort geen officiële erkenning van deze talen en het schrift werd er niet onderwezen. Omdat veel ouders zelf ook geen onderwijs hadden genoten hadden zij weinig verwachtingen van onderwijs in het Berbers; zij zagen het liefst dat hun kinderen ten minste een basale kennis van het Arabisch zouden krijgen zodat zij de koran zouden kunnen begrijpen. Hiervoor waren zij echter vaak aangewezen op onderwijs dat werd georganiseerd vanuit het Arabisch schiereiland. Het Marokkaans-Arabisch verschilt zeer duidelijk van het Standaard Arabisch dat er gesproken kan worden van twee verschillende talen.

## Integratie in de Nederlandse samenleving
De tweede en derde generatie Marokkanen zijn in Nederland beter geïntegreerd dan bijvoorbeeld Turkse of Chinese leeftijdsgenoten, bleek uit een rapport, in 2004 opgesteld in opdracht van de toenmalige minister voor integratie Rita Verdonk. Marokkanen spreken vooral beter Nederlands dan deze groepen. Dit laat zich verklaren uit het feit dat er geen massamedia in het Marokkaans Arabisch en Berbers beschikbaar zijn, terwijl Turken en Chinezen volop van media in hun eigen taal gebruikmaken. Volgens een woordvoerder van het Sociaal en Cultureel Planbureau betekent het wel dat problemen daardoor zich eerder uiten buiten de eigen sociale kring. De Marokkaanse gemeenschap is minder hecht, Marokkanen hebben minder culturele bagage om op terug te vallen en moeten daardoor eerder op zoek naar acceptatie buiten de eigen groep.
Marokkanen doen vaker een beroep op sociale voorzieningen dan Nederlanders zonder migratieachtergrond. Van de Marokkanen tussen 15 t/m 64 jaar had eind september 2007 22,3% een uitkering tegen 10% van de Nederlanders zonder migratieachtergrond. Dat is het hoogste percentage van de vier grootste groepen Nederlanders met een niet-westerse migratieachtergrond. De tweede generatie doet het beter op de arbeidsmarkt dan de eerste generatie. Tussen 2001 en 2007 is er, net als bij andere groepen, een daling te zien van het percentage Marokkaanse Nederlanders dat een uitkering ontvangt.
Volgens het Marokkaans nationaliteitsrecht is het niet mogelijk afstand te doen van de Marokkaanse nationaliteit. Marokkanen met de Nederlandse nationaliteit hebben daarom in principe altijd ook de Marokkaanse nationaliteit, dit geldt ook voor volgende generaties.

## Aantal
| Aantal Marokkanen per provincie (2018) |         |
| -------------------------------------- | ------- |
| Zuid-Holland                           | 125.523 |
| Noord-Holland                          | 108.884 |
| Utrecht                                | 55.432  |
| Noord-Brabant                          | 43.512  |
| Gelderland                             | 22.288  |
| Limburg                                | 16.976  |
| Flevoland                              | 11.662  |
| Overijssel                             | 4.369   |
| Zeeland                                | 2.324   |
| Friesland                              | 2.183   |
| Groningen                              | 1.610   |
| Drenthe                                | 1.531   |
| Totaal:                                | 396.294 |